# Thomas Pitt (2e baron Camelford)
Thomas Pitt, 2e baron Camelford (19 février 1775 - 10 mars 1804) est un pair britannique, officier de marine, surtout connu pour avoir tourmenté George Vancouver pendant et après le grand voyage d'exploration de ce dernier.

## Jeunesse
Pitt est né à Boconnoc, en Cornouailles, fils unique de Thomas Pitt (1er baron Camelford) et d'Anne, fille du marchand et homme politique londonien Pinckney Wilkinson ,. Il a une sœur, Anne Pitt. Ses premières années se passent en Suisse. Il fait ensuite ses études à la Charterhouse School. Il y passe plusieurs années qu'il considère comme les plus heureuses de sa vie. Ayant développé un amour de la mer, lorsque son père essaie de le faire transférer dans une autre école publique anglaise, il refuse d'y aller. Au lieu de cela, il décide de rejoindre la marine .
À l'automne 1781, alors qu'il a moins de sept ans, son nom figurait dans les livres du HMS Tobago, mais il entre très probablement dans la marine, en réalité, quelques années plus tard.
Pitt est sur HMS Guardian, sous les ordres du capitaine Edward Riou en 1789–90 lorsque Guardian heurte un iceberg près du cap de Bonne-Espérance ; la plupart de l'équipage choisit de quitter le navire, mais avec l'aide de Pitt et du reste de l'équipage, Riou réussit à l'amener dans la Baie de la Table.

## L'expédition de Vancouver
Le 13 mars 1791, Pitt monte à bord du HMS Discovery pour participer à l'expédition de diplomatie et d'exploration de Vancouver . Toutes les places d'officiers ayant été occupées, il s'engage comme matelot qualifié . Un ami de la famille, le lieutenant Zachary Mudge, est officieusement invité à veiller sur le jeune indiscipliné de 16 ans.
Lorsque l'expédition atteint Tahiti, Pitt est fouetté pour avoir tenté d'échanger un morceau de cerceau de tonneau cassé contre les faveurs romantiques d'une femme insulaire. Vancouver a donné des ordres stricts contre les relations avec des indigènes, puisque de telles escapades avaient joué un rôle majeur dans la mutinerie du Bounty ; en outre, tout capitaine est tenu de punir le vol. Pitt est de nouveau flagellé pour commerce non autorisé avec des Indiens à Port Stewart, puis à nouveau pour avoir brisé le verre de l'habitacle en faisant des alouettes avec un autre marin. Finalement, il est mis aux fers pour avoir été trouvé en train de dormir et purge cette peine avec des matelots ordinaires.
Personne dans l'expédition n'aurait pu savoir que Pitt est devenu membre de la Chambre des lords après la mort de son père le 19 juin 1793, mais sa conduite ultérieure ne laisse aucun doute sur le fait qu'il en voulait d'être puni par le « bas-né » de Vancouver. Lorsque HMS Daedalus quitte l'expédition pour rentrer chez lui en 1793, Vancouver envoie Pitt avec elle, ainsi qu'une lettre à Evan Nepean se plaignant de sa conduite.

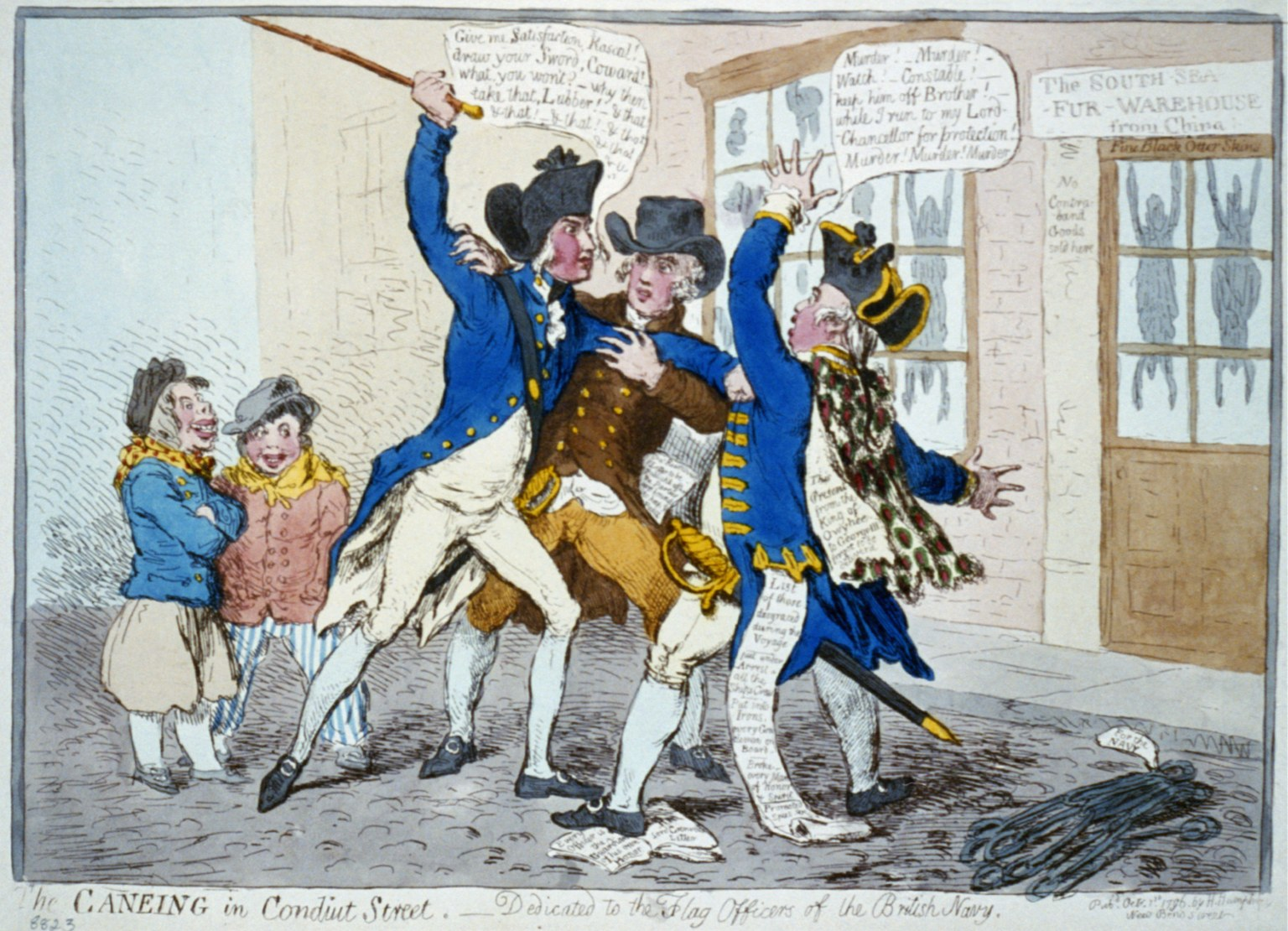
Dans The Caneing in Conduit Street (1796), James Gillray caricature l'assaut au coin de la rue de Thomas Pitt contre George Vancouver.

Pitt quitte Daedalus à Hawaï, trouve son chemin vers Malacca et rejoint le HMS Resistance en tant que matelot de 2e classe le 8 décembre 1794. Il est bientôt nommé lieutenant par intérim, mais le 24 novembre 1795, il est sommairement démis de ses fonctions et part pour rentrer chez lui par ses propres moyens. Il prend passage dans l'Union, qui est rejetée sur les côtes de Ceylan.
Pendant ce temps, Vancouver termine son expédition et retourne en Angleterre en 1795. Les alliés de Pitt, dont son cousin, le premier ministre William Pitt le Jeune, ont assez mal traité Vancouver. Cependant Thomas Pitt joue un rôle plus direct; le 29 août 1796, il envoie à Vancouver une lettre d'insultes et le défiant en duel. Vancouver répond gravement qu'il est incapable « à titre privé de répondre de sa conduite publique dans l'exercice de ses fonctions officielles » et offre à la place de se soumettre à un examen formel par des officiers généraux. Pitt choisit de traquer Vancouver, l'agressant finalement au coin d'une rue de Londres. Les termes de leur différend juridique exigent que les deux parties maintiennent la paix, mais rien n'a empêché son frère Charles de s'interposer et de donner à Pitt coup sur coup jusqu'à ce que les spectateurs retiennent l'attaquant. Des accusations et des contre-accusations fusent dans la presse, la riche faction de Camelford ayant la plus grande puissance de feu jusqu'à la mort de Vancouver, souffrant de son long service dans la marine.

## Fin de carrière
Pitt est promu au grade de lieutenant le 7 avril 1797 et est nommé commandant par intérim du HMS Favourite devant son premier lieutenant, Charles Peterson, qui est son aîné. Un récit contemporain décrit Pitt comme étant d'apparence excentrique au cours de cette période de sa vie; s'habillant dans un uniforme de lieutenant miteux avec des boutons devenus verts avec du Vert-de-gris, surmonté d'un chapeau surdimensionné à lacets d'or . En 1798, le lieutenant Peterson est transféré de Favorite et reçoit le commandement du HMS Perdrix en 1798. Les deux navires sont à quai à Antigua lorsque les jeunes officiers se disputent sur le rang. Peterson rassemble ses hommes pour résister, mais Pitt s'approche de lui et, quand par trois fois, Peterson refuse d'obéir à ses ordres, l'a abattu. Pitt est traduit en cour martiale mais, probablement parce que l'Angleterre est à ce moment en panique à cause des récentes Mutineries de Spithead et de Nore, est acquitté.
En octobre 1798, Pitt est nommé sur le HMS Charon . En janvier suivant, il est arrêté à la suite d'une tentative de visite non autorisée en France, une nation avec laquelle l'Angleterre est en guerre. Irrité, Pitt quitte la Marine et retourne à Londres.
Là, Pitt ne semble pas avoir modéré sa conduite. Le 17 mai 1799, il est condamné à une amende pour avoir renversé un homme dans les escaliers lors d'une querelle. En janvier 1802, alors qu'il refuse d'éclairer sa maison pour célébrer la paix avec la France, une foule en colère brise ses vitres obscurcies ; il combat la foule jusqu'à ce qu'il soit maîtrisé.
En 1799, il contribue pour 1 500 £ à la création d'une école par William Nicholson (le chimiste) au 10 Soho Square . Il aurait accompli d'autres actes philanthropiques, insistant sur l'anonymat. Il se rendrait dans le quartier des Seven Dials à Londres sous un nom d'emprunt et un peu déguisé, cherchant à aider les pauvres « honteux de mendier ». Le même récit rapporte que Pitt est en fait d'un tempérament doux et n'est pas à l'affût des raisons de s'offusquer. 

## Décès
La vie de Pitt prend fin lorsqu'il se dispute avec son ami, le capitaine Best, à propos d'un rapport selon lequel ce dernier a fait une remarque peu flatteuse à propos de Pitt à une dame dont Pitt bénéficie alors des faveurs mais qui a été auparavant la maîtresse de Best. Apprenant cela, Pitt défie Best et l'insulte. Le lendemain matin, ils se rencontrent à nouveau dans un café et Best demande à Pitt de retirer ses remarques sur la base de leur ancienne amitié; il refuse, sachant peut-être que la célèbre compétence de Best avec le pistolet le laisserait exposé à des accusations de lâcheté.
Le 7 mars 1804, ils se battent en duel dans un pré - adjacent au terrain de Holland House - avec des pistolets ; Pitt rate, pas Best. La balle traverse la cinquième côte de Pitt, le lobe droit de ses poumons, et finalement la sixième vertèbre de sa colonne vertébrale. Après le duel, Best et son deuxième partent. Le second de Pitt et les jardiniers locaux emmènent Pitt à la Little Holland House voisine, où le chirurgien Simon Nickolson l'examine. Pitt est resté paralysé et sa cavité thoracique est remplie de sang. Il est mort de ses blessures trois jours plus tard. Le propriétaire d'alors de la maison, Lord Holland, érige un autel romain antique à l'endroit où Camelford est tombé, sur lequel est inscrit la légende « HOC DIS MAN. VOTO DISCORDIAM DEPRECAMUR." 
Le testament de Pitt indique clairement que Best ne serait pas inculpé en cas de décès. Il promet également 1 000 £ à la ville de Berne, en Suisse . Camelford n'ayant pas d'héritier connu, le titre s'éteint. L'attitude du public envers cet homme violent et sans retenue peut être montrée par une boutade du jour. Son testament ordonne que son corps soit enterré sur l'île Saint-Pierre, au lac de Bienne, en Suisse, un lieu cher à son enfance, mais la guerre le retarde. Le corps est donc embaumé et placé dans une crypte à l'église Sainte-Anne, Soho, d'où il disparait sans explication . Cela devient un objet de plaisanterie : « Qu'est devenu le corps de Lord Camelford ? »

## Sources
- Jackson, Gordon (1978) Le commerce de la chasse à la baleine britannique . (Hamden, Connecticut : Archon Books}. (ISBN 978-0713618402)
- Tolstoï, Nikolai (1978) The Half-Mad Lord : Thomas Pitt, 2e baron Camelford, 1775-1804 . (Londres, Jonathan Cape).